# The Prince (Madness)
The Prince è un singolo del gruppo musicale britannico Madness, pubblicato nel 1979 ed estratto dall'album One Step Beyond....

## Il brano
Il brano, scritto da Lee Thompson, rende omaggio all'artista giamaicano Prince Buster. Il gruppo dei Madness prende nome proprio da un brano di Prince Buster, che viene interpretato come cover nella B-side del singolo.

## Tracce
- 7"

1. The Prince – 2:30 (Lee Thompson)
2. Madness – 2:32 (Cecil Campbell)